# Synagoga w Łukowie
Synagoga w Łukowie – nieistniejąca synagoga w Łukowie, która znajdowała się u zbiegu ulic: Bóżnicznej (obecnie ul. Zdanowskiego) i Staropijarskiej.
Zbudowana w drugiej połowie XVIII wieku po zniszczeniu w pożarach poprzednich, drewnianych domów modlitwy. Był to obiekt murowany, otynkowany, kryty dachówką, o wymiarach: długość i szerokość – 30 łokci (ok. 17 m), wysokość do dachu – 14 łokci (ok. 8 m). Na froncie budynku od strony ul. Bóżnicznej znajdował się zegar słoneczny. Do synagogi od frontu przybudowany był babiniec o wymiarach: długość – 30 łokci, szerokość – 9,5 łokcia i wysokość – 4 łokcie. Z drugiej strony, czyli od ul. Staropijarskiej, przylegała przybudówka o wymiarach takich samych jak babiniec. Wewnątrz domu modlitwy znajdował się chór o wymiarach 12 na 4 łokcie, usytuowany na lewo od drzwi wejściowych, na który prowadziły proste schody o szerokości 1,5 łokcia. W głównej sali synagogi ustawiono 176 ławek, w tym 116 dla mężczyzn i 60 dla kobiet. Sufit zdobiły malowidła, wykonane przez łukowskich malarzy – Hirsza Libera i Chaima Motla Mendelbojma. Przedstawiały one poświęcenie Izaaka, patriarchów oraz aniołów.
Synagoga została sprofanowana przez Niemców na początku okupacji i zamieniona najpierw w stajnię, następnie w przytułek dla przesiedleńców. Ostatecznie uległa zniszczeniu pod koniec lipca 1944 r. w wyniku bombardowania Łukowa przez niemieckie lotnictwo.
W 2015 r. w miejscu, w którym stała synagoga, odsłonięto pomnik. W Muzeum Regionalnym w Łukowie znajduje się makieta synagogi.

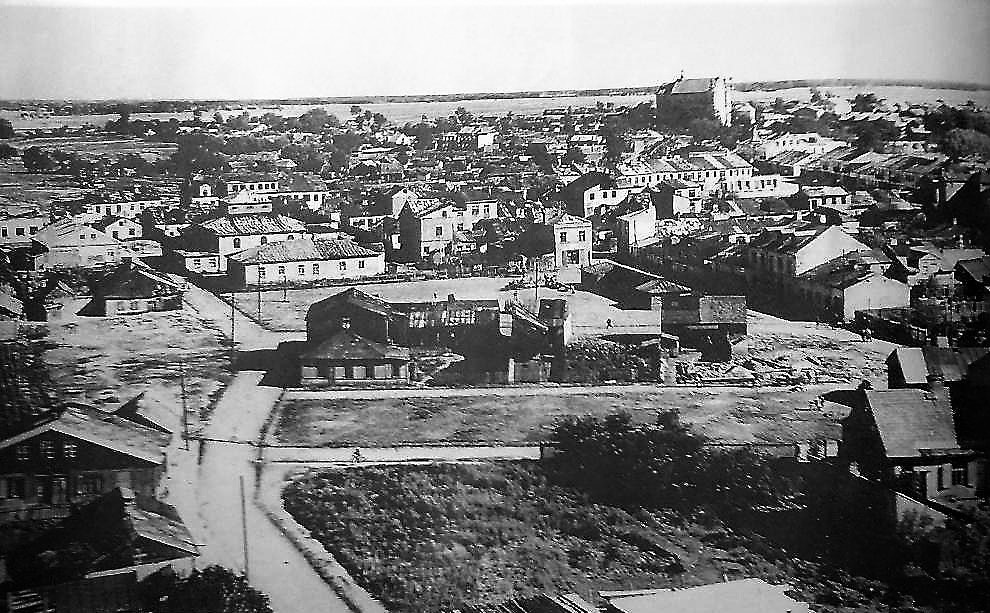
Panorama Łukowa z wieży kościoła Przemienienia Pańskiego w czasie okupacji niemieckiej. Synagoga widoczna po lewej stronie fotografii
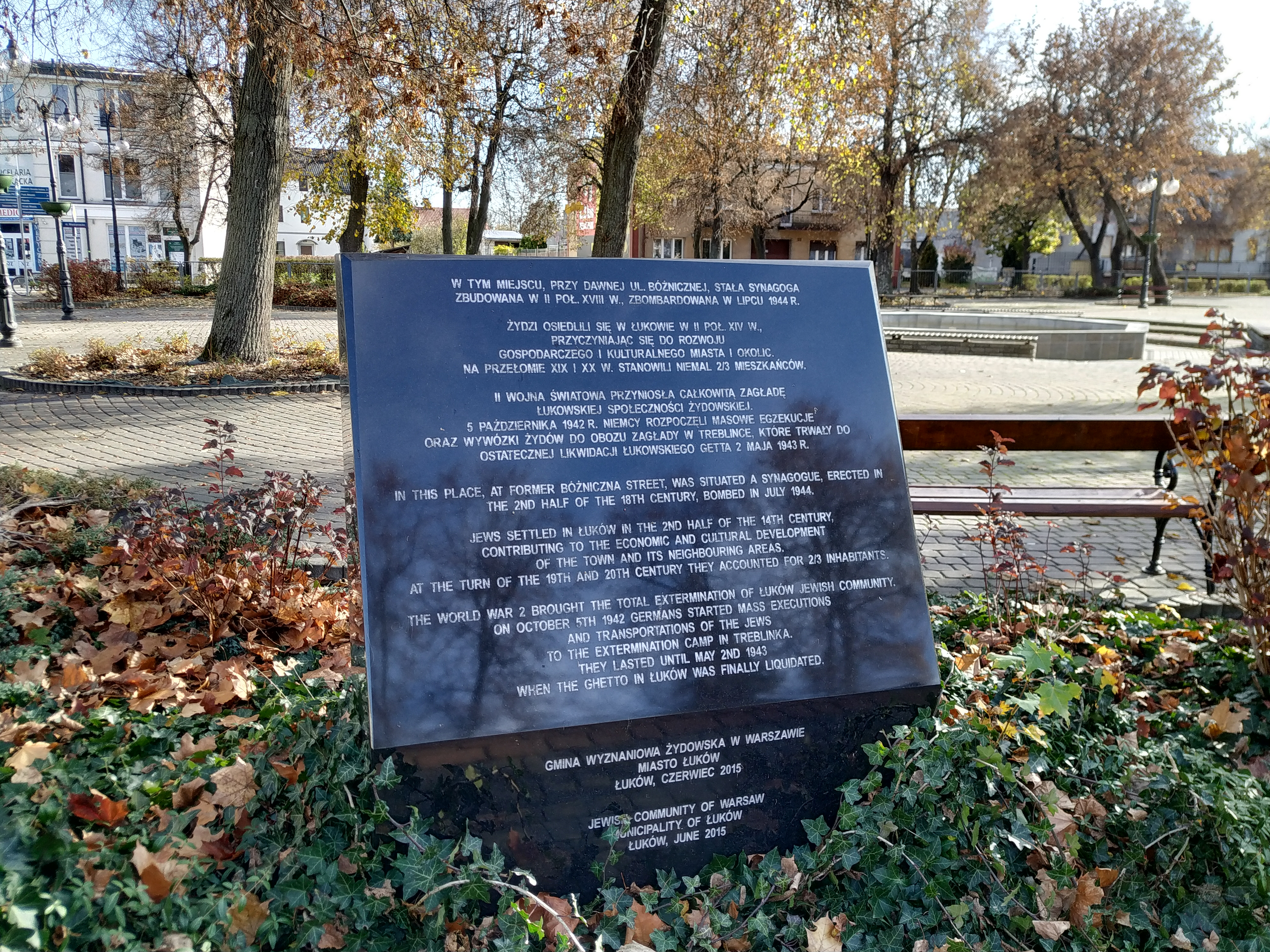
Pomnik poświęcony łukowskiej społeczności żydowskiej, ustawiony w miejscu, gdzie znajdowała się synagoga